# Monobia caridei
Monobia caridei är en stekelart som beskrevs av Brethes 1906. Monobia caridei ingår i släktet Monobia och familjen Eumenidae. Inga underarter finns listade i Catalogue of Life.